# 伊凡·伊凡諾維奇·希施金
伊凡·伊凡諾維奇·希施金（俄语：Иван Иванович Шишкин，羅馬化：Ivan Ivanovich Shishkin，1832年1月13日—1898年3月8日），俄國風景畫家。
1832年出生於葉拉布加商人家庭，童年在維亞特省度過，對當地的自然景色和森林留下深刻的印象。畢業於喀山Gymnasium，就讀莫斯科繪畫雕刻建築學院四年，又因獲得帝國獎學金（Imperial scholarship）前往歐洲學習，五年後成為帝國學院（Imperial Academy）的成員，與列維坦、艾瓦佐夫斯基和庫因哲等人成為當时最著名的風景畫家。
|            |  |        |
| 松林的早晨 |  | 在麦田 |
|            |  |        |
| 橡树林的雨 |  |        |